# Autoroute A 40
Die französische Autoroute A 40 ist eine Gebirgsautobahn, die von Osten nach Westen den Mont Blanc bei Saint-Gervais-les-Bains über Genf und Bellegarde mit Mâcon verbindet und dort an die A 6 anschließt. Das erste Teilstück der heutigen A 40 wurde 1973 eröffnet, seit 1990 ist die gesamte, 205 Kilometer lange Strecke durchgehend befahrbar.
Die Autobahn teilt sich betrieblich in zwei Abschnitte, die von verschiedenen Betreibergesellschaften bewirtschaftet werden:
- Die Autoroute Blanche wird von der Gesellschaft Autoroutes et Tunnel du Mont Blanc (ATMB) betrieben und umfasst die Strecken Genf – Chamonix (am Mont Blanc) und Genf – Châtillon-de-Michaille (bei Bellegarde).
- Die Autoroute des Titans wird von der Gesellschaft Autoroutes Paris-Rhin-Rhône (APRR) betrieben und umfasst die Strecke Mâcon – Bellegarde.

Auf beiden Teilstücken wird Maut erhoben.

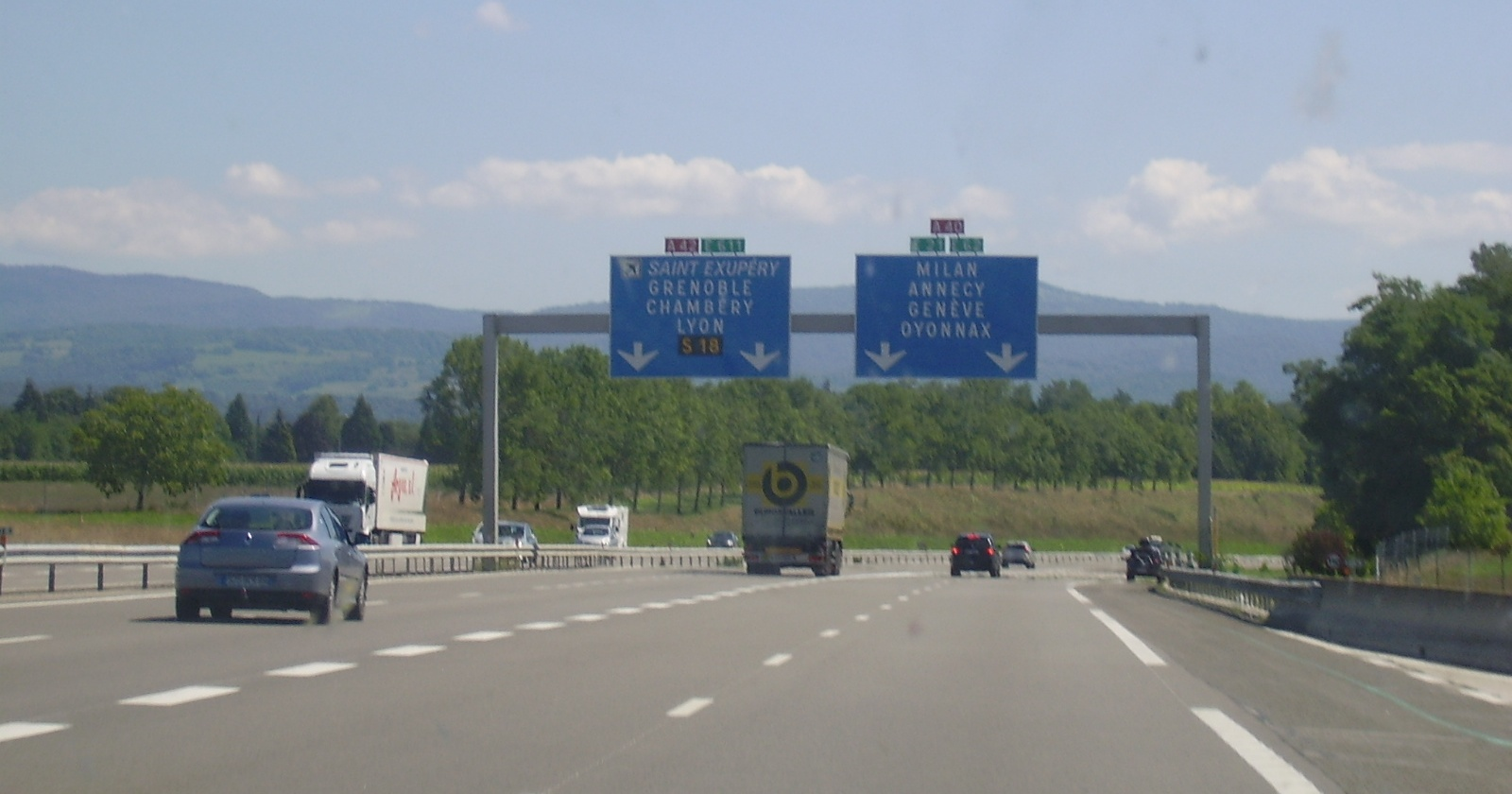
Autobahnkreuz zwischen A 40 und A 42

Funktional ebenfalls zur A 40 gehören im Bereich der ATMB der Autobahnast der A 411 (Etrembières – Genève-Vallard), die N 205 zwischen Le Fayet und Mont-Blanc-Tunnel, sowie der Mont-Blanc-Tunnel selbst. Im Bereich der APRR gehört der Autobahnast A 404 dazu.

## Strecke Chamonix – Bellegarde (Autoroute Blanche)
Die Route Blanche ist in den Hochsavoyen die zum Mont Blanc führende Route, der Begriff wurde Ende der 1960er Jahre bei der Planung der Autobahn Genf – Chamonix, in der etwas angepassten Form als Autoroute Blanche übernommen.
Der Entscheid zum Bau der Autoroute Blanche fiel 1968, Baubeginn war 1971 bei Bonneville. Von 1973 an wurden jeweils jährlich Teilstücke von der Schweizer Grenze aus, in Richtung Mont Blanc eröffnet. Mit dem vierten Teilstück im Jahre 1976 wurde die Autoroute Blanche zwischen Genf und Chamonix in ihrer heutigen Form vervollständigt.
Eröffnung der Teilabschnitte:
- 1973: (Zoll) Vallard – Bonneville
- 1974: Bonneville – Cluses
- 1975: Cluses – Sallanches
- 1976: Sallanches – Le Fayet
- 1982: Etrembières – Châtillon-en-Michaille
- 1991: A 40 – (Zoll) Bardonnex

Die Autobahn entstand koordiniert mit Kanton und Stadt Genf, die im Übrigen zusammen etwa 5,4 % an der ATMB halten. Mit der Eröffnung des ersten Teilstücks 1973 wurde gleichzeitig auf Schweizer Seite die Route Blanche eröffnet, eine kantonale Autobahn, die in Chêne-Bourg als Verlängerung der Genfer Ausfallachse H111 beginnt und nach wenigen hundert Metern in Thônex die gemeinsame Zollplattform des Autobahnzolls Thônex-Vallard erreicht, wo sie fließend in die Autoroute Blanche übergeht.
Die als B40 eröffnete Autoroute Blanche erreichte 1976 Le Fayet, wo sie seither endet und in die N 205 übergeht, die nach Chamonix und weiter ans Westportal des Mont-Blanc-Tunnels führt.
Im Rahmen ihrer Konzession erstellte die ATMB in einer zweiten Phase das 50 Kilometer lange Teilstück von Annemasse, südlich am Kanton Genf vorbei in Richtung Bellegarde. Mit dessen Eröffnung 1982 erhielt der zwei Kilometer lange Abschnitt zwischen der Schweizer Grenze und dem neuen Autobahndreieck bei Étrembières die neue Nummer A 411. Das neue, westliche Autobahnende bei Châtillon wurde provisorisch mit der N 84 verknüpft, wo sich heute noch die Konzessionsgrenze befindet - die Fortsetzung der A 40 nach Westen in Richtung Lyon wird von der APRR bewirtschaftet.

## Anschlüsse an die Schweiz und nach Annecy
Die A 40 ist an zwei Stellen direkt mit dem Schweizer Straßennetz verbunden. Beim Autobahndreieck Etrembières geht der als A 411 nummerierte Ast in die (nicht mautpflichtige) Genfer Route Malagnou über. Beim Autobahnkreuz Saint-Julien südlich von Genf führt ein zwei Kilometer langer Abschnitt der A 41 zum Autobahnzoll Bardonnex, wo die A 41 fließend in die vignettenpflichtige Schweizer Autobahn A1 übergeht. Dieser Abschnitt wurde 1991 eröffnet, so dass ab 1993 die Westumgehung von Genf vollständig war.
Der zwölf Kilometer lange Abschnitt der A 40 zwischen Etrembières und Saint-Julien nimmt dadurch eine Funktion als östlicher Autobahnring um Genf wahr und ist mautfrei. Eine Verbindung nach Annecy bzw. Chambery und Grenoble besteht sowohl über die A 410, die östlich des Mont Salève in Richtung Annecy abzweigt, als auch über die A 41, die vom Kreuz Saint-Julien aus eine direkte Verbindung zwischen Genf und Annecy schafft. Das Teilstück der A 41 zwischen Allonzier und Saint-Julien wurde erst 2008 fertiggestellt, vor dieser Zeit war 17 Jahre lang das Autobahnkreuz Saint-Julien nur halbseitig ausgebaut, und die offizielle Straßenführung zwischen Genf und Annecy führte über die heutige A 410 zwischen Scientrier und Allonzier, was einen Umweg bedeutete.

## Strecke Bellegarde – Mâcon (Autoroute des Titans)
Die Fortsetzung der A 40 in Richtung Lyon respektive Mâcon wurde ab 1985 in vier Teilstücken eröffnet, die von der APRR bewirtschaftet werden. Der Lückenschluss fand 1989 mit dem vierten Teilstück bis Châtillon-en-Michaille statt, seither ist die A 40 durchgehend von Mâcon bis Le Fayet befahrbar.
Eröffnung der Teilabschnitte:
- 1985: Bourg-en-Bresse Nord – Bourg-en-Bresse Sud (20 km)
- 1986: Bourg-en-Bresse Sud – Sylans (Nantua) (61 km, einspurig im Chamoise-Tunnel und Nantua-Viadukt)
- 1987: Mâcon – Bourg-en-Bresse Nord (27 km)
- 1989: Sylans – Châtillon-en-Michaille
- 1990: Verbindung zwischen A 6 und A 40 (Mâcon) über 3 km Länge
- 1995: zweispuriger Ausbau des Chamoise-Tunnels sowie des Nantua- und Neyrolles-Viadukts
- 1997: A 40 – Oyonnax (A 404)

Seit ihrer Eröffnung ist die A 40 die wichtigste Verbindung zwischen Lyon, der Westschweiz und Norditalien. Das überaus hohe Verkehrsaufkommen auf dieser Route führt zur Ferienzeit – vor allem in den Sommermonaten – häufig zum Verkehrskollaps.

## Autoroute A 404
Der bisher letzte Ausbau im Bereich der APRR umfasst den 1997 eröffneten, 18 Kilometer langen Autobahnast A 404, zwischen der A 40 bei Saint-Martin-du-Fresne und der Ortschaft Oyonnax. Die Verzweigung der A 404 von der A 40 geschieht bei der Ausfahrt Saint-Martin-du-Fresne (Nr. 8), von wo aus es nach Norden nach Oyonnax geht. Die Anschlussstellen 10 bis 12 und das darauffolgende Autobahnende, wo die Autobahn in einem Kreisverkehr in die D 31 übergeht, dienen als Ortsumfahrung von Oyonnax und sind mautfrei.

## Bauwerke

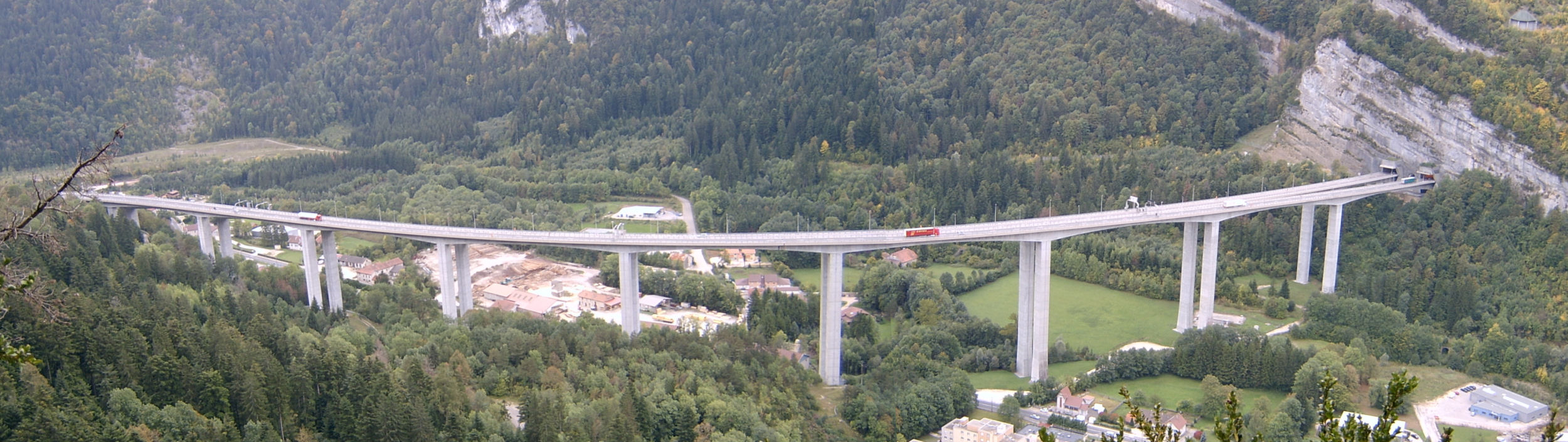
Die A 40 mit dem Viadukt von Nantua

Die A 40 durchquert das Faltengebirge des französischen Jura im Quertal Cluse de Nantua, wobei selbst bedeutende geographische Hindernisse bei der Streckenführung so sehr ignoriert wurden, dass die Autobahn den Beinamen Autoroute des Titans erhielt. Sie weist einen außergewöhnlich hohen Anteil an
Streckenbauwerken auf, die allesamt im Jura-Gebirge liegen:
| Autobahn-km | Bauwerk                                    | Länge          | Ausführung              | max. Höhe | Baujahr    |
| ----------- | ------------------------------------------ | -------------- | ----------------------- | --------- | ---------- |
| km 94       | Vuache-Tunnel                              | 1431 m, 1393 m | zweiröhrig              |           | 1982       |
| km 96       | Bois-d'Arlod-Viadukt                       | 238 m          | kombiniert              |           | 1982       |
| km 97       | Rhône-Viadukt bei Bellegarde-sur-Valserine | 1055 m         | getrennt                | 70 m      | 1982       |
| km 104,5    | Châtillon-Viadukt                          | 222 m, 195 m   |                         |           | 1987       |
| km 105      | Châtillon-Tunnel                           | 720 m          | zweiröhrig              |           | 1989       |
| km 107      | Tacon-Viadukt                              | 322 m          | getrennt                | 42 m      | 1986       |
| km 108,5    | Saint-Germain-Tunnel                       | 1196 m, 1161 m | zweiröhrig              |           | 1990       |
| km 109      | Frébuge-Viadukt                            | 439 m          | getrennt                | 34 m      | 1988       |
| km 110      | Lalleyriat-Brücke (Unterführung unter D49) | 239 m          | kombiniert              |           | 1988       |
| km 110      | Lalleyriat-Viadukt                         | 194 m, 130 m   | getrennt                |           | 1987       |
| km 111      | Charix-Viadukt                             | 542 m, 524 m   | getrennt                | 60 m      | 1988       |
| km 112      | Sylans-Viadukt                             | 1266 m         | getrennt, Betonfachwerk |           | 1989       |
| km 114      | Glacières-Viadukt                          | 214 m          | getrennt, Betonfachwerk |           | 1988       |
| km 117      | Neyrolles-Viadukt                          | 782 m          | getrennt                | 14 m      | 1985, 1996 |
| km 118      | Nantua-Viadukt                             | 1003 m         | getrennt                | 86 m      | 1988, 1996 |
| km 122,5    | Chamoise-Tunnel                            | 3264 m         | zweiröhrig              |           | 1986, 1996 |
| km 139      | Poncin-Viadukt                             | 567 m          | kombiniert              |           | 1986       |

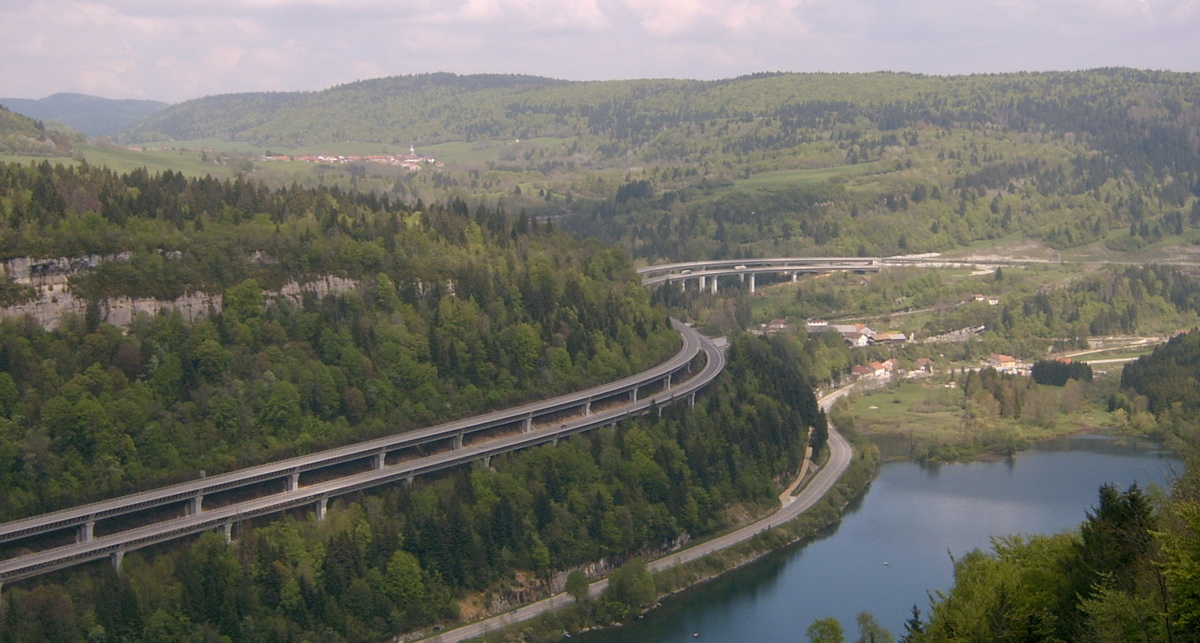
Sylans-Viadukt

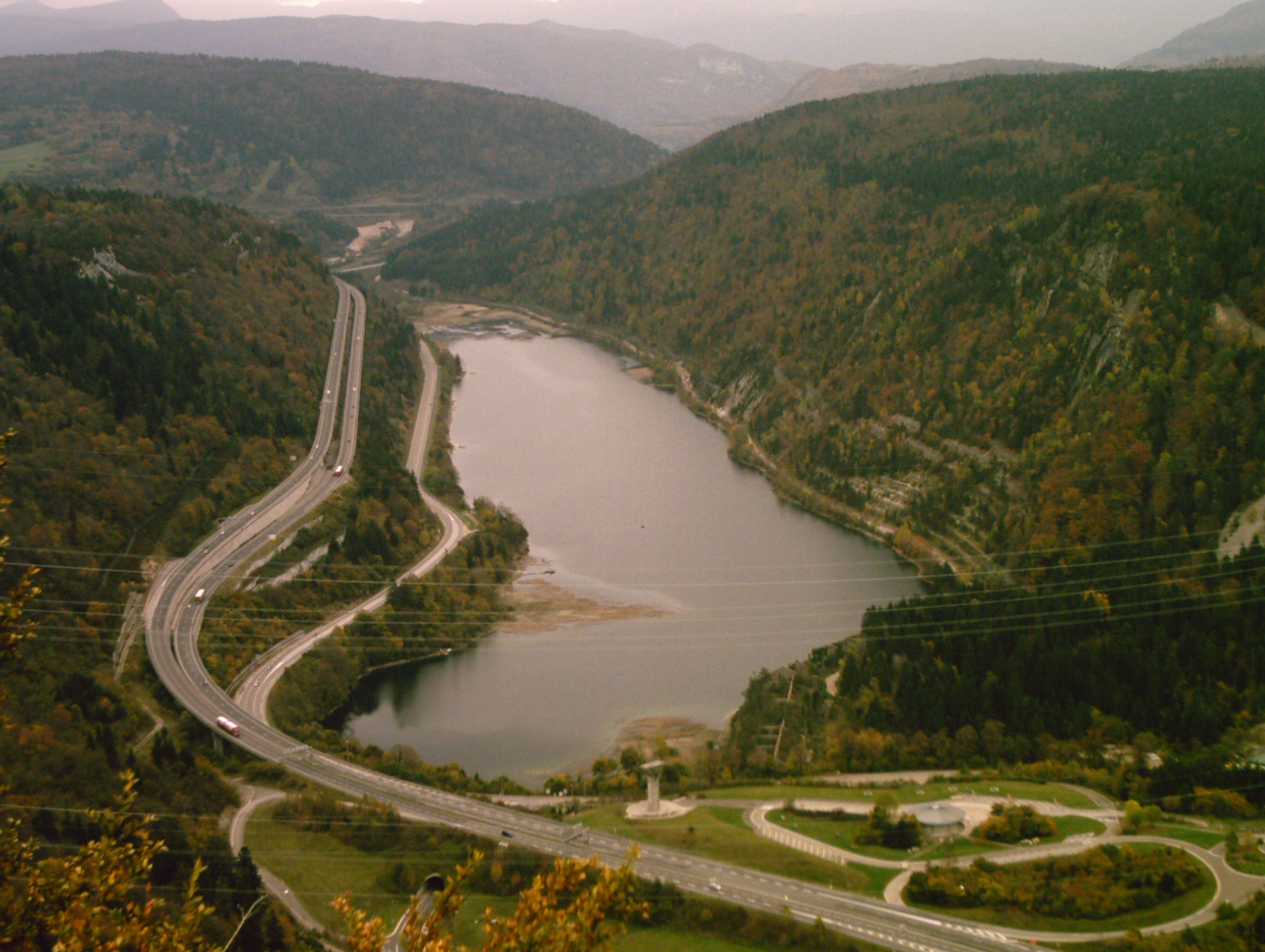
Glacières-Viadukt (vorn in der Kurve) und Sylans-Viadukt

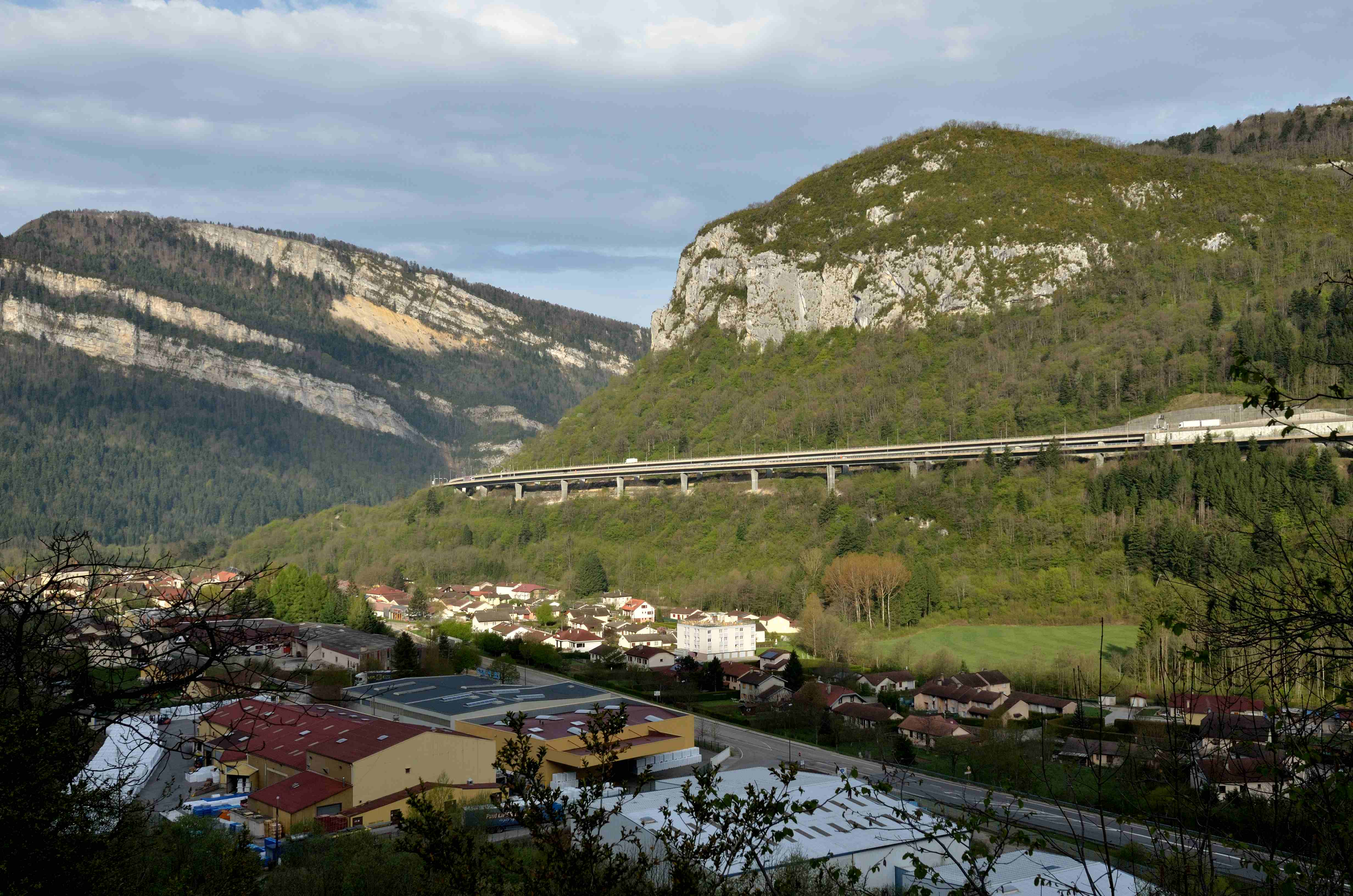
Neyrolles-Viadukt

Bei der Ausführung bedeutet getrennt, dass je Fahrtrichtung ein eigenständiges Tunnel- bzw. Brückenbauwerk realisiert wurde. In einigen Fällen ermöglichte dies ein stufenweises Eröffnen der Autobahn, d. h. eine frühzeitige Realisierung als einspurige Verkehrsführung mit Gegenverkehr über ein Bauwerk, während sich das Bauwerk für die zweite Richtungsfahrspur noch im Aufbau befand. Diese Fälle sind durch die unterschiedlichen Eröffnungsjahre erkennbar.
In zwei Fällen schließt sich ein Tunnelbauwerk so direkt an einen Viadukt an, dass der Tunnel die Funktion des Brücken-Widerlagers für den anschließenden Viadukt übernimmt. Dies betrifft die Tunnel bzw. Viadukte von Nantua und Châtillon.